# سيميون توكماكوف
سيميون توكماكوف (من مواليد 26 يوليو 1975، في رايبانسك روسيا) شخصية في الحركة القومية الروسية. كان توكماكوف زعيمًا لمنظمة الهدف الروسي القومية. حصل على سمعة سيئة في عام 1998 عندما هاجم مع غيره من النازيين الجدد ويليام جيفرسون وهو حارس أسود في سفارة البحرية الأمريكية في موسكو. تم القبض على سيميونوف بتهمة الهجوم وقضى عام ونصف في السجن.
اعتبارًا من عام 2004 تمت الإشارة إلى توكماكوف على أنه «زعيم الشباب» للحزب الوطني الشعبي الروسي.
يزعم موقع فريدوم أونلاين الروسي المناهض للفاشية أن توكماكوف ولد في مدينة ريبينسك عام 1978، وعمل كحارس أمن وحامي بنك هناك.

## أقواله
نقلت وسائل الإعلام من توكماكوف عدة تصريحات:
- «لماذا يأتون جميعًا إلى هنا؟ لا يجلبون شيئًا سوى المخدرات والإيدز. كل يوم يضايقون نسائنا ويسرقون».
- «عندما تقتل الصراصير لا تشعر بالأسف تجاهها، أليس كذلك؟»